# Epiplema similaria
Epiplema similaria är en fjärilsart som beskrevs av Walker 1861. Epiplema similaria ingår i släktet Epiplema och familjen Uraniidae. Inga underarter finns listade i Catalogue of Life.